# Мич Албом
Мич Албом (на английски: Mitch Albom) е американски журналист, музикант, телевизионен и радиоводещ, драматург и писател на произведения в жанра драма, биография, мемоари и вдъхновяваща литература.

## Биография и творчество
Мичъл „Мич“ Дейвид Албом е роден на 23 май 1958 г. в Пъсейик, Ню Джърси, САЩ. Има по-голяма сестра и по-малък брат. Отраства в Бъфало и Оуклин, Ню Джърси. По време на юношество си се научава да свири на пиано и участва в музикални групи. Получава бакалавърска степен по специалност социология от университет „Брандейс“ в Уолтхем през 1979 г. и магистърска степен по журналистика и изкуства от Колумбийския университет през 1981 г. Заедно със следването си се издържа като продължава да свири на пиано.
След дипломирането си, в периода 1981 – 1982 г. е редактор в „Куинс Трибюн“, в периода 1982 – 1983 г. е журналист на сободна практика и пише за „Sport Illustrated“, „Philadelphia Inquirer“ и „Geo“, в периода 1983 – 1985 г. е спортен журналист към 2 вестника във Форт Лодърдейл, а периода 1985 – 2005 г. е спортен колумнист към „Detroit Free Press“ (Детройтска свободна преса), Детройт. Заедно с това в Детройт е и спортен директор към радио WLLZ, коментатор към WDIV-TV, води от 1999 г. национално синдикираното спортно токшоу „Шоуто на Мич Албом“. Прави коментари за бейзбол, футбол и тенис. Спортните му рубрики се отличават с проницателност, хумор и съпричастност. В тях подчертава случаите на атлетична смелост и решителност, като същевременно предоставя коментар, базиран на факти за представянето на екипа, и изразява съчувствие към феновете на загубилия. За публикациите си като колумнист 7 пъти е удостоен с награда от организацията „Associated Press Sports Editors“, включително наградата „Ред Смит“ през 2007 г. През 2013 г. е включен в Залата на славата на Националната спортна медийна асоциация, а през 2017 г. в Спортната зала на славата на Мичиган.
През 1992 г. основава благотворителната организация „Dream Team“, а през 1998 г. доброволческата организация „A Time to Help“. Подпомага и сиропиталище н Хаити.
През 1995 г. се жени за певицата Жанин Сабино.
Постигнал национално признание за спортното писане в ранната си кариера, той е може би най-известен с вдъхновяващите истории и теми, които се преплитат от неговите книги, пиеси и филми.
Приятелството му с футболния треньор на Университета на Мичиган, Бо Шембехлер, води до сътрудничество по автобиографията на Шембехлер, която е публикувана през 1989 г.
През 1997 г. е издадена книгата му „Вторници с Мори“. В нея пресъздава 14-седмичните си посещения при бившия му преподавател в университет „Брандейс“, професор Мори Шварц, който е болен от амиотрофична латерална склероза, но независимо от болестта е много по-щастлив и по-мирен човек. С книгата изплаща и част от медицинските разходи за лечението след смъртта му. Книгата става бестселър и му спечелва световна известност. През 1999 г. книгата екранизирана в телевизионния филм „Уроците на Мори“ с участието на Джак Лемън и Ханк Азария, който има множество награди и номинации.
Първият му роман „Пет срещи в рая“ от поредицата „Рай“ е издаден през 2003 г. Той също става бестселър, като и следващите му романи – „Още един ден“ и „Имай вяра“. И по четирите книги са направени телевизионни филми.
Произведенията му са преведени на над 45 езика и са издадени в над 40 милиона екземпляра по света.
Изявява се и като музикант и текстописец на песни. През годините с други автори е част от рок енд рол кавър група, наречена „Rock Bottom Remainders“.
Мич Албом живее със семейството си в Детройт, Мичиган.

## Произведения

### Самостоятелни романи
- For One More Day (2006)
Още един ден, изд.: ИК „Кибеа“, София (2010), прев. Яна Божинова
- The Time Keeper (2012)
Човекът, който измерваше времето, изд.: ИК „Кибеа“, София (2013), прев. Ирина Манушева
- The First Phone Call from Heaven (2013)
Първият телефонен разговор с небето, изд.: ИК „Кибеа“, София (2016), прев. Ирина Манушева
- The Magic Strings of Frankie Presto (2015)

### Серия „Рай“ (Heaven)
1. The Five People You Meet in Heaven (2003)
Пет срещи в рая, изд.: ИК „Прозорец“, София (2004), прев. Калоян Игнатовски
2. The Next Person You Meet in Heaven (2018)

### Пиеси
- And The Winner Is (2007)
- Duck Hunter Shoots Angel (2007)

### Документалистика
- Bo : Life, Laughs, and Lessons of a College Football Legend (1989) – с Бо Шембехлер
- The Fab Five : Basketball, Trash Talk, The American Dream (1993)
- Tuesdays with Morrie (1997)
Вторници с Мори : Един старец, един младеж и най-великият урок на живота, изд.: ИК „Кибеа“, София (2000), прев. Мая Калоферова
- Have a Little Faith (2009)
Имай вяра : една истинска история, изд.: ИК „Кибеа“, София (2011), прев. Капка Герганова
- Hard Listening (2014) – Дейв Бари, Сам Бари, Мат Грьонинг, Рой Блънт-младши, Стивън Кинг, Джеймс Макбрайд, Ридли Пиърсън, Ейми Тан и Скот Туров
- Maintain a simple life style (2014)
- Finding Chika (2019)

#### Серия „Албом на живо“ (Live Albom)
сборници от публикациите му като колумнист
1. Live Albom (1988)
2. Live Albom II (1990)
3. Live Albom III (1992)
4. Live Albom IV (1996)

### Екранизации
- 1999 Уроците на Мори, Tuesdays with Morrie – тв филм, награда „Еми“
- 2004 The Five People You Meet in Heaven – тв филм
- 2007 Mitch Albom's For One More Day – тв филм
- 2011 Have a Little Faith – тв филм
- 2012 Leslie – тв сериал, 2 епизода